# Marina Bay Street Circuit
Marina Bay Street Circuit – singapurski tor wyścigowy. Tor miał długość 5,065 km, a od sezonu 2023 został skrócony do 4,928 km i gości Grand Prix Singapuru Formuły 1 od sezonu 2008.

## Historia
Pierwszy wyścig na tym torze w 2008 roku liczył 61 okrążeń, co dało łączną długość 309,087 km. Był to pierwszy w historii Formuły 1 wyścig, który odbył się przy sztucznym oświetleniu. Zwyciężył w nim Fernando Alonso dzięki pomocy zespołowego partnera, Nelsona Piqueta Jra, który celowo rozbił swój bolid w dogodnym dla Alonso momencie. Fakt ten został ujawniony przez Piqueta rok później, dając początek aferze crashgate. Był to 800 wyścig Formuły 1.
Rekord okrążenia został ustanowiony przez Kevina Magnussena podczas Grand Prix Singapuru w 2018 roku. Wynosi on 1:41.905
W 2017 roku został podpisany kontrakt na organizację Grand Prix do 2021 roku.

## ZwycięzcyGrand Prix Singapuru Formuły 1na torze Marina Bay Street Circuit
| Sezon | Kierowca         | Zespół           |        |
| ----- | ---------------- | ---------------- | ------ |
| 2008  | Fernando Alonso  | Renault          | Wyniki |
| 2009  | Lewis Hamilton   | McLaren-Mercedes | Wyniki |
| 2010  | Fernando Alonso  | Ferrari          | Wyniki |
| 2011  | Sebastian Vettel | Red Bull-Renault | Wyniki |
| 2012  | Sebastian Vettel | Red Bull-Renault | Wyniki |
| 2013  | Sebastian Vettel | Red Bull-Renault | Wyniki |
| 2014  | Lewis Hamilton   | Mercedes         | Wyniki |
| 2015  | Sebastian Vettel | Ferrari          | Wyniki |
| 2016  | Nico Rosberg     | Mercedes         | Wyniki |
| 2017  | Lewis Hamilton   | Mercedes         | Wyniki |
| 2018  | Lewis Hamilton   | Mercedes         | Wyniki |
| 2019  | Sebastian Vettel | Ferrari          | Wyniki |
| 2022  | Sergio Pérez     | Red Bull-RBPT    | Wyniki |
| 2023  | Carlos Sainz Jr. | Ferrari          | Wyniki |
| 2024  | Lando Norris     | McLaren          | Wyniki |